# Seleção Samoana de Futebol
A Seleção Samoana de Futebol é a seleção de futebol que representa a Samoa e é controlada pela Federação de Futebol de Samoa.
Até 1997, era conhecida como Seleção de Samoa Ocidental de Futebol, e é integrante da Confederação de Futebol da Oceania. Manda seus jogos no Toleafoa J.S. Blatter Soccer Stadium, em Ápia.
Os principais jogadores da equipe são Tama Fasavalu, Desmond Fa'aiuaso (recordista de jogos e gols marcados pela equipe) e Chris Cahill (irmão mais novo de Tim Cahill), nascido na Austrália e que optou em defender Samoa a partir de 2007.

## Desempenho em competições oficiais
Copa das Nações da OFC
| Copa das Nações da OFC | Copa das Nações da OFC | Copa das Nações da OFC | Copa das Nações da OFC | Copa das Nações da OFC | Copa das Nações da OFC | Copa das Nações da OFC | Copa das Nações da OFC | Copa das Nações da OFC |
| Ano                    | Fase                   | Posição                | J                      | V                      | E                      | D                      | GP                     | GC                     |
| ---------------------- | ---------------------- | ---------------------- | ---------------------- | ---------------------- | ---------------------- | ---------------------- | ---------------------- | ---------------------- |
| 1973                   | Não disputou           | Não disputou           | Não disputou           | Não disputou           | Não disputou           | Não disputou           | Não disputou           | Não disputou           |
| 1980                   | Não disputou           | Não disputou           | Não disputou           | Não disputou           | Não disputou           | Não disputou           | Não disputou           | Não disputou           |
| 1996                   | Não se classificou     | Não se classificou     | Não se classificou     | Não se classificou     | Não se classificou     | Não se classificou     | Não se classificou     | Não se classificou     |
| 1998                   | Não se classificou     | Não se classificou     | Não se classificou     | Não se classificou     | Não se classificou     | Não se classificou     | Não se classificou     | Não se classificou     |
| 2000                   | Não se classificou     | Não se classificou     | Não se classificou     | Não se classificou     | Não se classificou     | Não se classificou     | Não se classificou     | Não se classificou     |
| 2002                   | Não se classificou     | Não se classificou     | Não se classificou     | Não se classificou     | Não se classificou     | Não se classificou     | Não se classificou     | Não se classificou     |
| 2004                   | Não se classificou     | Não se classificou     | Não se classificou     | Não se classificou     | Não se classificou     | Não se classificou     | Não se classificou     | Não se classificou     |
| 2008                   | Não se classificou     | Não se classificou     | Não se classificou     | Não se classificou     | Não se classificou     | Não se classificou     | Não se classificou     | Não se classificou     |
| 2012                   | Fase de grupos         | 8º                     | 3                      | 0                      | 0                      | 3                      | 1                      | 24                     |
| 2016                   | Fase de grupos         | 8º                     | 3                      | 0                      | 0                      | 3                      | 0                      | 19                     |
| 2024                   | Fase de grupos         | 7º                     | 3                      | 0                      | 0                      | 3                      | 2                      | 13                     |
| Total                  | Fase de grupos         | 3/11                   | 9                      | 0                      | 0                      | 9                      | 3                      | 56                     |

## Treinadores
- Terry Epa (1996–2001)
- Vic Fernandez (2001–2002)
- Malo Vaga (2002)
- Rudi Gutendorf (2003)
- David Brand (2004–2005)
- Falevi Umutaua (2007–2011)
- Tunoa Lui (2011)
- Malo Vaga (2012–2014)
- Phineas Young (2014–2016)
- Scott Easthope (2016–2018)
- Paul Ualesi  (2019)
- Matt Calcott (2021-2022)
- Ryan Stewart (2023-Presente)